# Ryan Diem

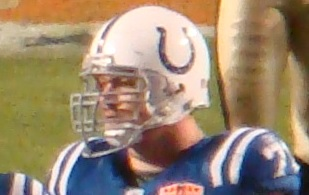
Diem jogando pelos Colts no Super Bowl XLIV, em 2010.

Ryan Diem (Roselle, Illinois, 1 de julho de 1979) é um ex-jogador de futebol americano da NFL que atuou na posição de offensive tackle pelo time de Indianapolis Colts da National Football League por onze anos. Diem mede 1,98m e pesa aproximadamente 145kg. Ele jogou pela Northern Illinois University e em seu segundo ano foi nomeado para o time honorário All American.

## Carreira

### High school
Diem estudou na Glenbard North High School em Carol Stream, Illinois. Além de futebol americano, ele também praticou atletismo sendo terceiro no campeonato colegial estadual do estado de Illinois.

### NFL
Em 2001 Diem, vindo da Northern Illinois University,  foi recrutado no draft universitário pelo Indianapolis Colts na quarta rodada como escolha número #118. Nos anos seguintes se firmou na posição tornando-se um dos melhores jogadores de linha ofensiva da história da franquia. Pelo time de Indiana, ele atuou em 158 jogos sendo 150 como titular. 
Em fevereiro de 2007, Riem Diem e os Colts levantaram o troféu de campeão do Super Bowl XLI. Diem foi considerado muito importante para os Colts defendendo contra o poderoso pass rush do Chicago Bears.
O jogador se aposentou oficialmente em 23 de março de 2012.

## Ligações Externas
- Perfil de Ryan Diem nop NFL.com

 Media relacionados com Ryan Diem no Wikimedia Commons